# Höllentalangerhütte
Die Höllentalangerhütte ist eine Schutzhütte der Sektion München des Deutschen Alpenvereins im Wettersteingebirge. Sie liegt auf 1387 m ü. NHN auf dem Gebiet der Gemeinde Grainau im Landkreis Garmisch-Partenkirchen. Die Hütte im schmalen Taleinschnitt zwischen Höllental-Blassen- und Waxenstein-Riffelwand-Kamm ist von Ende Mai bis Mitte Oktober bewirtschaftet.
Der Vorgängerbau mit 80 Schlafplätzen wurde im September 2013 abgerissen, um einem kompletten Neubau zu weichen. Der Ersatzbau der Höllentalangerhütte entstand 2014 und 2015, die Neueröffnung fand am 23. August 2015 statt.

## Geschichte

### Alte Höllentalangerhütte
Nachdem die Wege ins Höllental seit 1882 durch die Sektion München des DuOeAV ausgebaut wurden, errichtete diese 1893/94 die erste Höllentalhütte. Die Blockhütte bot auf 40 m² Grundfläche 6 Matratzen und 16 Heulager und wurde am 16. Juni 1894 eröffnet. 1907 wurde unterhalb der Hütte ein Wirtschaftsgebäude errichtet, dieses wurde bereits 1909 durch Anhebung des Daches um ein Dachgeschoss erweitert. 1924 folgte übergangsweise eine Baracke, die 1925 durch einen weiteren Erweiterungsbau ersetzt wurde, der am 26. Juli 1925 eingeweiht wurde. Dabei wurden die bisherigen Gebäude miteinander verbunden und die Hütte erhielt ihr letztes Aussehen bis zum Abriss 2013. Auch eine Stromversorgung durch eine Wasserturbine wurde errichtet. 1954 wurden neue Wasch- und Toilettenräume angebaut und eine Kläranlage errichtet. Dieser in Leichtbauweise erstellte Anbau wurde im Frühjahr 1963 durch den Luftdruck einer Staublawine zerstört und daraufhin in Massivbauweise wieder errichtet. 1964 ersetzte ein Dieselaggregat das Kleinwasserkraftwerk und seit 1968 versorgte eine Materialseilbahn die Hütte. Zuletzt bot die Hütte 80 Lagerplätze.
Im Rahmen des vollständigen Abrisses 2013 wurde das Blockhaus, die „Urzelle“ der Hütte, zunächst eingelagert, im Außengelände des Alpinen Museums München wieder aufgebaut und im März 2017 mitsamt historischer Einrichtung der Öffentlichkeit mit finanzieller Förderung durch die Versicherungskammer Bayern zugänglich gemacht.

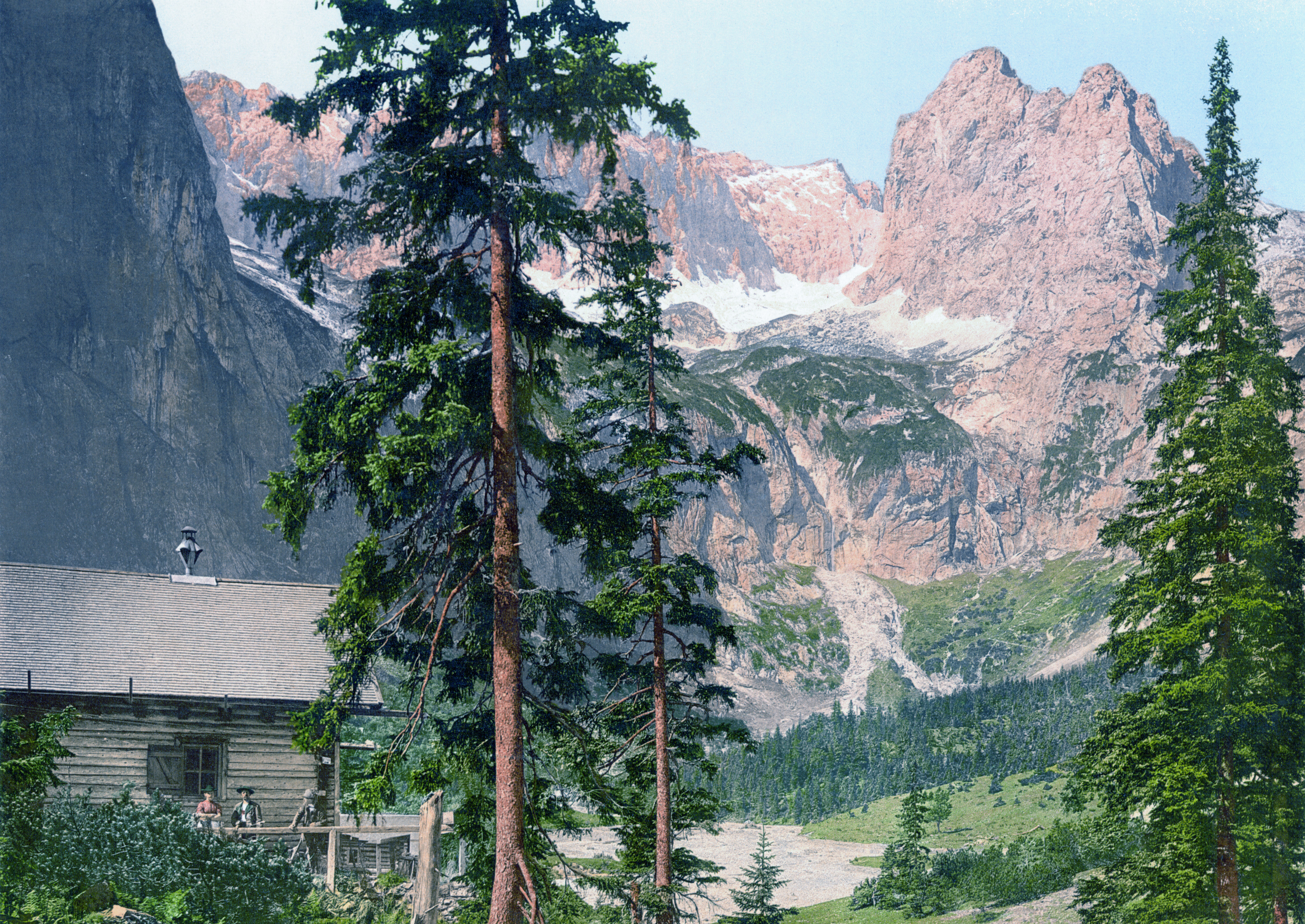
Höllentalangerhütte um 1900
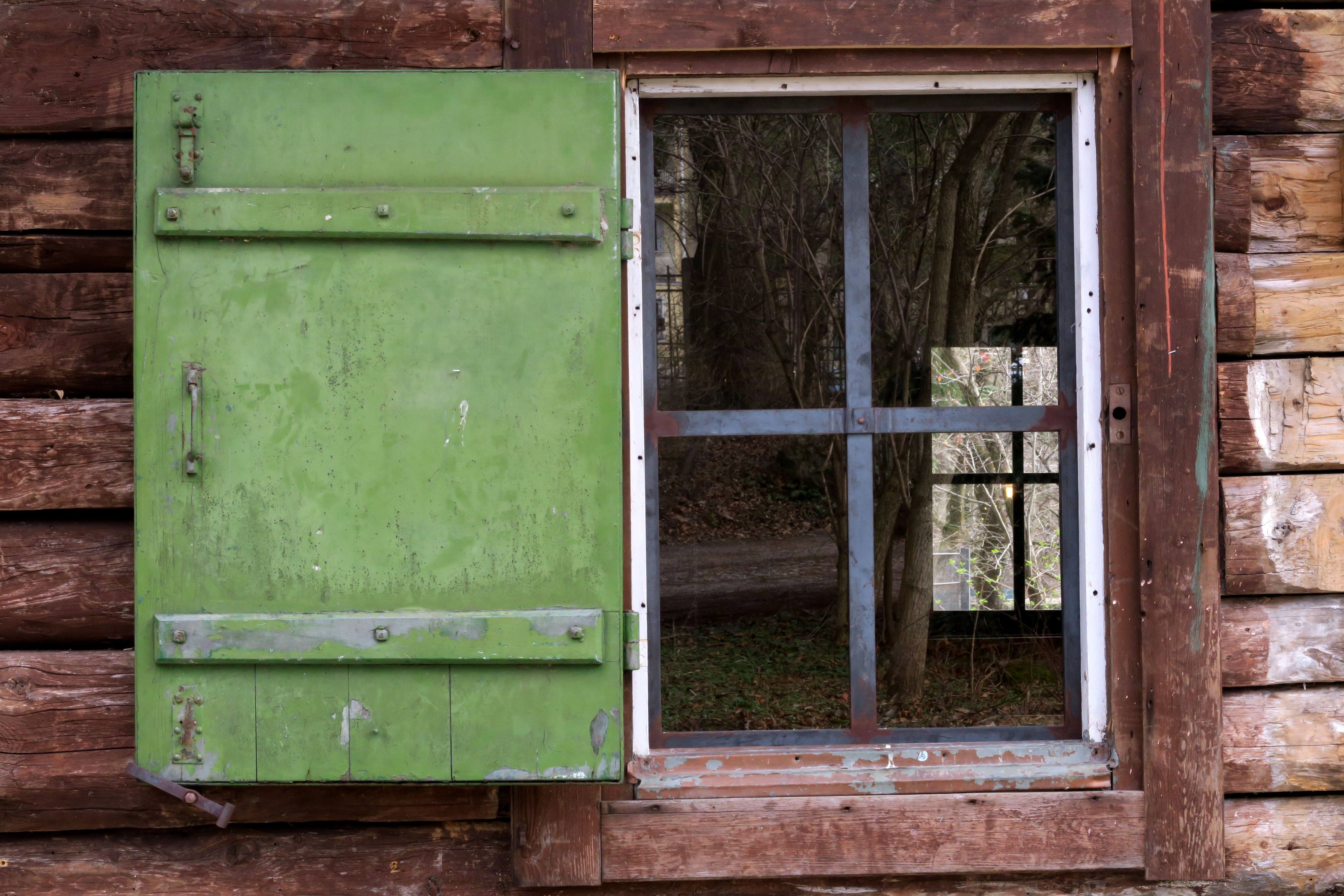
Fenster der alten Hütte
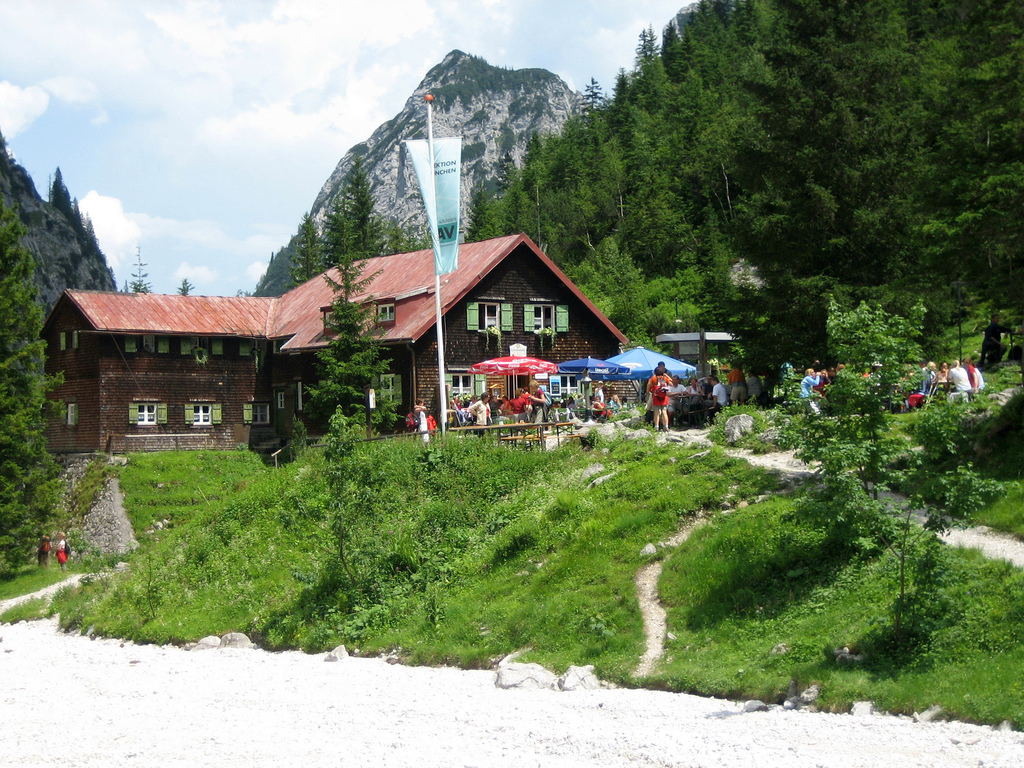
Höllentalangerhütte (2006)
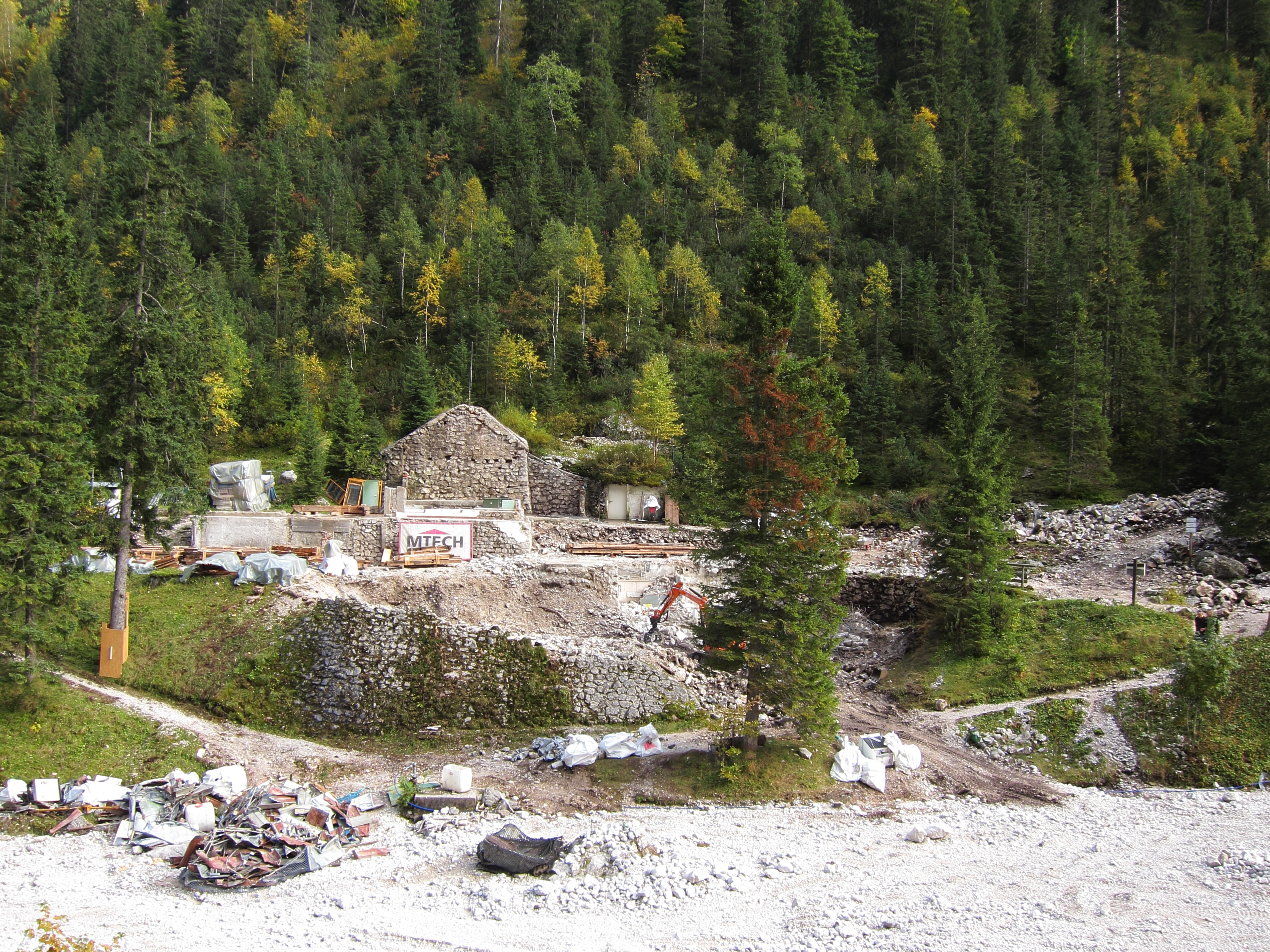
Abriss der Höllentalangerhütte im September 2013
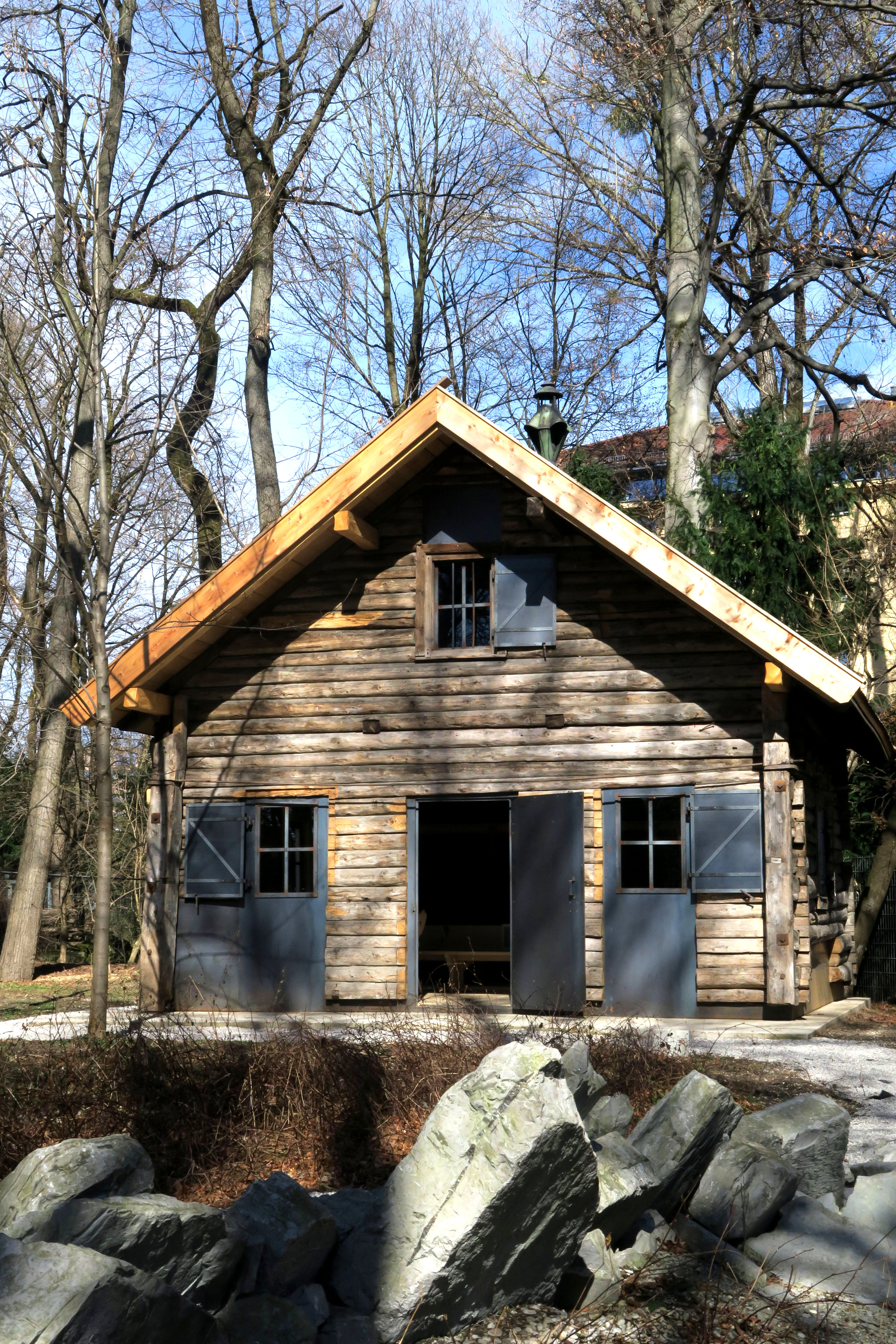
Alte Höllentalangerhütte, wiedererrichtet im Alpinen Museum (2017)

### Neue Höllentalangerhütte
Aus Sicht des Alpenvereins war ein Ersatzbau unumgänglich, da die Hütte der Kategorie I in wesentlichen Punkten nicht mehr den heutigen Anforderungen an Brandschutz, Arbeitsstättenrichtlinien oder den hygienischen Anforderungen aus dem Lebensmittelrecht entspräche. Seit Ende der 1990er-Jahre wurde der Ersatzbau mit erweiterten Übernachtungskapazitäten und moderner, umweltfreundlicher Infrastruktur geplant und dessen Kosten auf über 4,5 Millionen Euro geschätzt.
Der Ersatzbau – mit unkonventionellem Pultdach anstelle eines Satteldachs – trägt der großen Lawinengefahr im Höllental und den damit verbundenen versicherungsrechtlichen Vorgaben sowie den umfangreichen behördlichen Auflagen bezüglich Brandschutz, Arbeitsstättenrichtlinien und den hygienischen Anforderungen aus dem Lebensmittelrecht Rechnung.

Eröffnung 2015
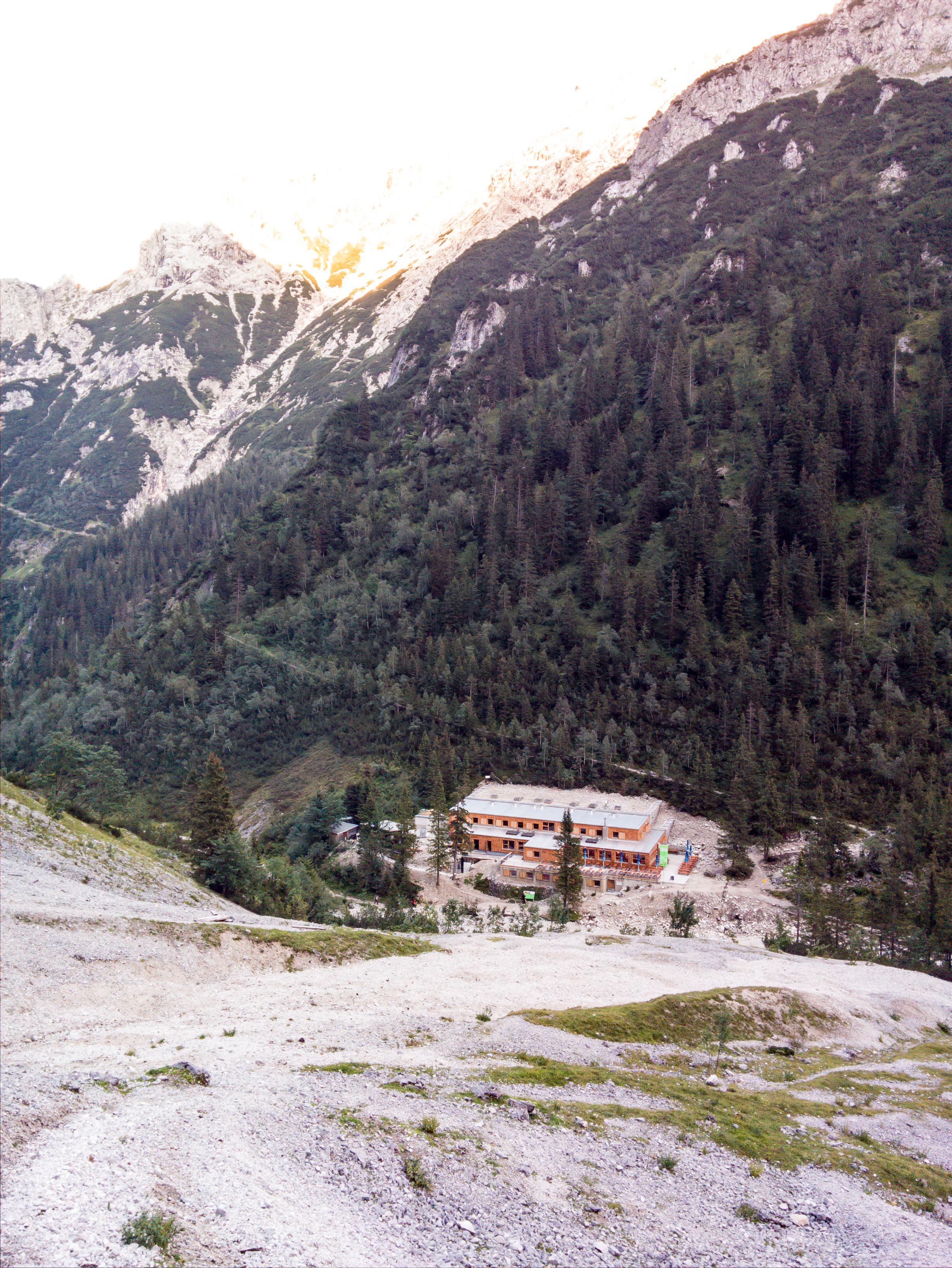
Zwei Tage nach Eröffnung der neuen Höllentalangerhütte 2015
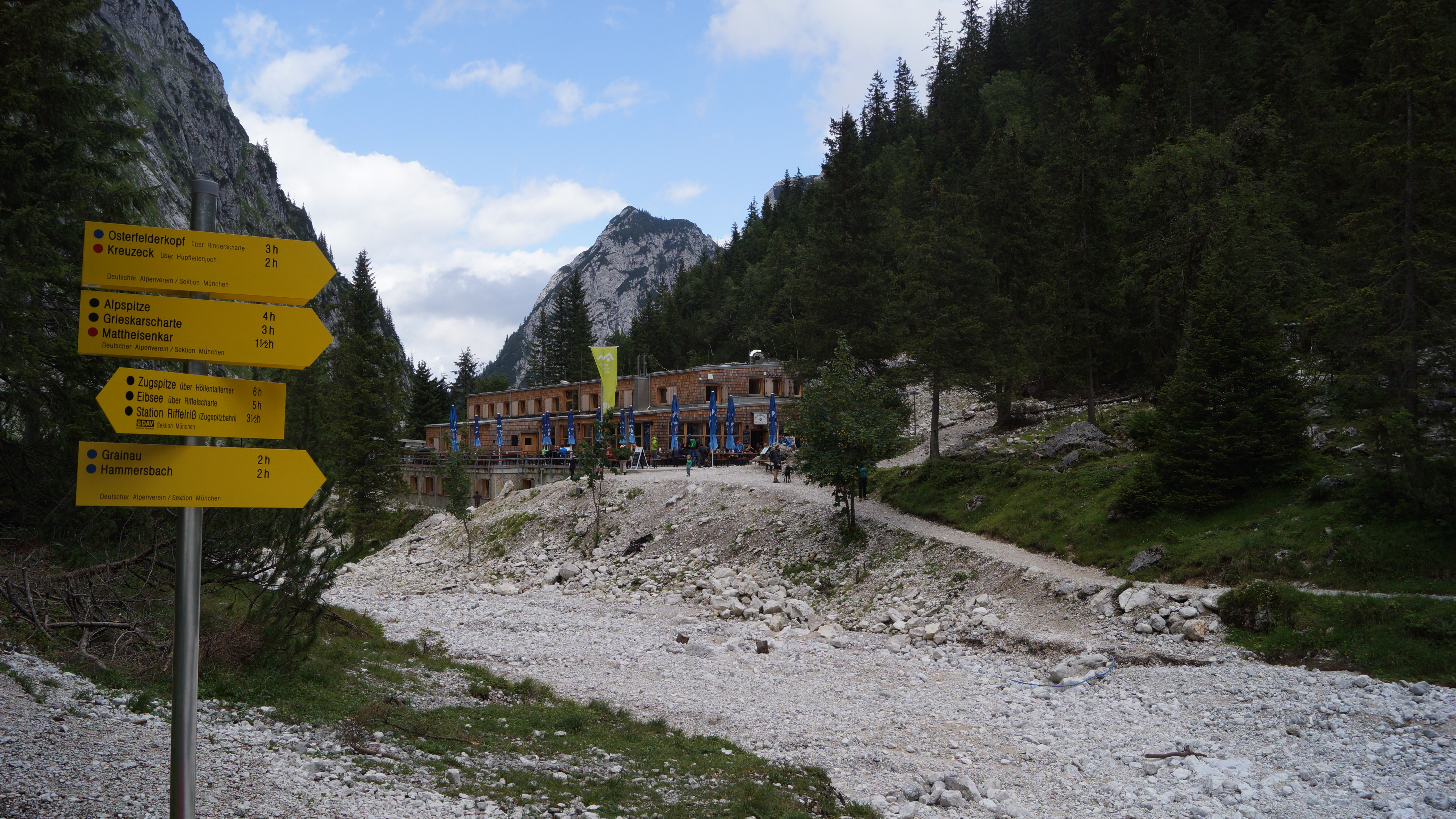
Von der Brücke über den Hammersbach talaus mit Hütte im Sommer 2016

## Zustiege

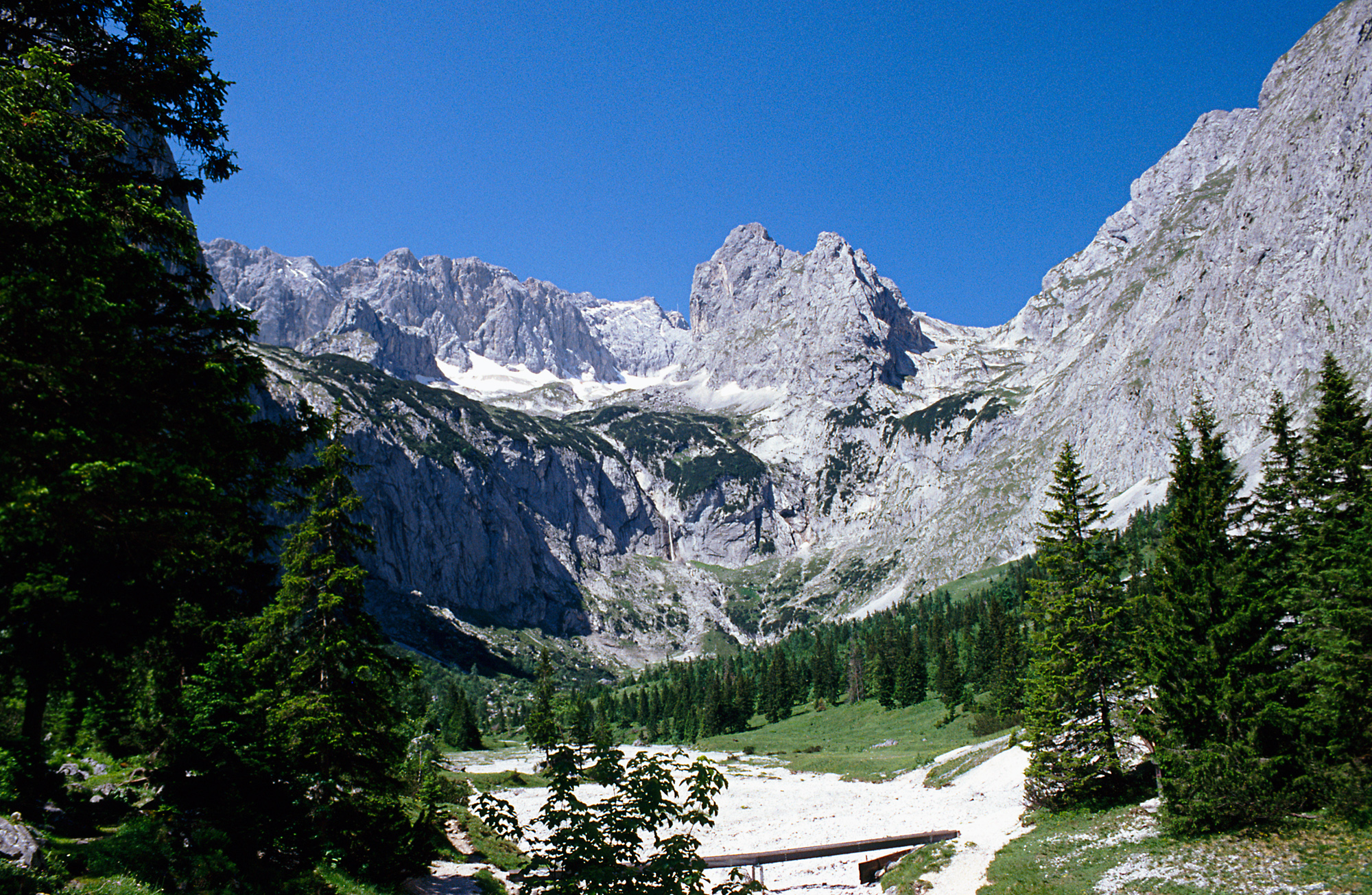
Blick von der Höllentalangerhütte in Richtung Talschluss, Höllentalferner und Zugspitzmassiv

- Von Hammersbach bzw. Obergrainau durch das Höllental und die Höllentalklamm (ca. 2 Stunden) oder über den „Stangensteig“ (2½ Stunden).
- Vom Kreuzeckhaus über das Hupfleitenjoch und die Knappenhäuser (2½ Stunden, Trittsicherheit erforderlich).
- Vom Osterfelderkopf (Bergstation der Alpspitzbahn) über die Rinderscharte (ca. 4½ Stunden) oder ebenfalls über Hupfleitenjoch und Knappenhäuser (ca. 4 Stunden, für beide Wege Trittsicherheit erforderlich).

## Touren
- Auf die Zugspitze (2962 m) über den Höllentalferner (Gletscherbegehung) in 5 Stunden,
- auf die Alpspitze (2628 m) über das Matthaisenkar und die Grieskarscharte in 4 Stunden,

Für beide oben stehenden Touren ist Klettersteigerfahrung notwendig.
- auf den Großen Waxenstein (2277 m) in 2 bis 3 Stunden
- über die Riffelscharte (2161 m) zum Eibsee (972 m) in 4 Stunden
- über den Rindersteig und die Rinderscharte (2095 m) zur Bergstation der Alpspitzbahn
- über die Knappenhäuser und das Hupfleitenjoch (1750 m) zur Bergstation der Kreuzeckbahn

## Zwischenfälle
Nach schweren Unwettern am 13. Juni 2020, die mehrere Brücken der Wege zur Hütte beschädigten, saßen 60 Wanderer auf der Hütte fest und mussten am 14. Juni 2020 per Hubschrauber ausgeflogen werden.